# Spaliny Wielkie
Spaliny Wielkie (dawniej Groß Spalienen, w latach 1938–1945 Neuwiesen) – wieś w Polsce położona w województwie warmińsko-mazurskim, w powiecie szczycieńskim, w gminie Rozogi. W latach 1975–1998 miejscowość administracyjnie należała do województwa ostrołęckiego.

## Historia
Spaliny Wielkie zostały założone 21 lipca 1708 r. przez Martina Bartscha, na 20 włókach chełmińskich (w 1858 r. obejmowały obszar 43 ½ włók). Podczas I wojny światowej wieś została całkowicie zniszczona, ponieważ w jej sąsiedztwie od jesieni 1914 r. do lutego 1915 r. przebiegała linia frontu. Budynek szkoły został odbudowany w 1920 r. Spaliny Wielkie w 1938 r. liczyły 324 mieszkańców, z tego 219 zajmowało się rolnictwem, 5 rzemiosłem, a 10 handlem i usługami. W 1939 r. było tu 48 gospodarstw. Obecnie w końcu 2007 r. miejscowość liczyła 193 mieszkańców.

## Zabytki
- Szkoła z 1920 r., z dachem naczułkowym.
- Budownictwo drewniane

Zobacz też: Spaliny Małe